# Und das Geheimnis der unbeglichenen Bordellrechnung
Und das Geheimnis der unbeglichenen Bordellrechnung ist das vierte Mixtape der Berliner Hip-Hop-Formation K.I.Z. Es erschien am 4. Dezember 2020, ausschließlich zum Download, über das zur Universal Music Group gehörende Label Vertigo/Capitol. Es wurde als Album zum kommenden Studioalbum Rap über Hass, das am 28. Mai 2021 erschien, beworben. Später wurde es auch auf CD und Schallplatte veröffentlicht.

## Produktion
Das Mixtape wurde fast komplett von dem Musikproduzenten-Duo Drunken Masters produziert, die 16 der 17 Titel produzierten. Bei vier Songs wurden sie von Nico K.I.Z unterstützt, der zudem das Stück Fledermausmane produzierte. An jeweils einem Lied wirkten die Produzenten Bazzazian (Liegestütze) und Konrad Betcher (Das alles ist Urlaub) mit.

## Covergestaltung
Das Albumcover zeigt ein comicartiges Bild, auf dem die drei K.I.Z-Mitglieder Tarek, Nico und Maxim in eine Schlägerei verwickelt sind. Sie tragen einen Baseballschläger, eine Kettensäge und eine Flasche in den Händen und schlagen auch mit Fäusten aufeinander ein, wobei verschiedene Gegenstände, wie Knochen, ein Blumentopf, eine Bombe und eine Spritze umherfliegen. Der Rest versinkt in einer Staubwolke. Zudem sind die schwarzen Wörter Pow!, Zing! und Boom! zu sehen, während auf weitere Schriftzüge verzichtet wurde. Der Hintergrund ist in hellem Beige gehalten.

## Gastbeiträge
Auf lediglich zwei Liedern des Mixtapes sind neben K.I.Z andere Künstler vertreten. So hat der Rapper Stunna666 einen Gastauftritt im Song Autobahntunnelfischmenschen, während das Rap-Duo Mehnersmoos auf Lifehack zu hören ist.

## Titelliste
| #  | Titel                              | Gastmusiker | Produzent(en)                   | Länge |
| -- | ---------------------------------- | ----------- | ------------------------------- | ----- |
| 1  | Eishockey                          |             | Drunken Masters, Nico K.I.Z     | 1:44  |
| 2  | Heliumballon                       |             | Drunken Masters, Nico K.I.Z     | 3:22  |
| 3  | Berghainschlange                   |             | Drunken Masters                 | 2:52  |
| 4  | Nutze die Chance                   |             | Drunken Masters                 | 1:26  |
| 5  | Sodomiten                          |             | Drunken Masters                 | 0:48  |
| 6  | Lecken im Puff                     |             | Drunken Masters, Nico K.I.Z     | 3:14  |
| 7  | Fledermausmane                     |             | Nico K.I.Z                      | 0:46  |
| 8  | Liegestütze                        |             | Drunken Masters, Bazzazian      | 2:20  |
| 9  | Schluss mit Faxen                  |             | Drunken Masters                 | 3:13  |
| 10 | Mein Penis                         |             | Drunken Masters                 | 2:10  |
| 11 | 3 Jahre in Neapel                  |             | Drunken Masters                 | 1:05  |
| 12 | Autobahntunnelfischmenschen        | Stunna666   | Drunken Masters                 | 2:18  |
| 13 | Lifehack                           | Mehnersmoos | Drunken Masters                 | 3:12  |
| 14 | FBI und Interpol                   |             | Drunken Masters, Nico K.I.Z     | 4:00  |
| 15 | Katze                              |             | Drunken Masters                 | 2:34  |
| 16 | Fick dein Arsch während du brennst |             | Drunken Masters                 | 2:45  |
| 17 | Das alles ist Urlaub               |             | Drunken Masters, Konrad Betcher | 3:51  |

## Chartplatzierungen und Singles
Und das Geheimnis der unbeglichenen Bordellrechnung stieg am 11. Dezember 2020 auf Platz 19 in die deutschen Albumcharts ein und konnte sich acht Wochen in den Top 100 halten. In Österreich erreichte das Mixtape Position 37 und in der Schweiz Platz 36. In den deutschen Hip-Hop-Charts belegte es Rang zwei.
| ChartsChartplatzierungen | Höchstplatzierung | Wochen |
| ------------------------ | ----------------- | ------ |
| Deutschland (GfK)        | 19 (8 Wo.)        | 8      |
| Österreich (Ö3)          | 37 (1 Wo.)        | 1      |
| Schweiz (IFPI)           | 36 (1 Wo.)        | 1      |

Zeitgleich zum Mixtape wurde der Song Berghainschlange als Single zum Download veröffentlicht und erreichte für eine Woche Platz 71 in den deutschen Charts.

## Rezeption
| Professionelle Bewertungen | Professionelle Bewertungen |
| -------------------------- | -------------------------- |
| Kritiken                   |                            |
| Quelle                     | Bewertung                  |
| laut.de                    | [ 8 ]                      |

Yannik Gölz von laut.de bewertete Und das Geheimnis der unbeglichenen Bordellrechnung mit vier von möglichen fünf Punkten. Er bezeichnete das Mixtape als „Humor-Zeitreise nach 2011,“ wobei K.I.Z „mit Schock-Rap und bitterschwarzen Punchlines zurück“ seien. Musikalisch machten sie „am meisten Spaß, wenn auf einen klassischen Beat mit etwas mehr handwerklichem Hunger gespittet wird.“ Dabei hauche die Gruppe einem „ziemlich sauer gewordenen Genre des Deutschrap-Spektrums mit schierer Qualität statt mit Entwicklung neues Leben“ ein. Insgesamt sei „die Tracklist kurzweilig und kreativ und die Highlights treffen ins Schwarze.“